# Saldoida
Saldoida is een geslacht van wantsen uit de familie van de Saldidae (Oeverwantsen). Het geslacht werd voor het eerst wetenschappelijk beschreven door Osborn in 1901.

## Soorten
Het genus bevat de volgende soorten:

- Saldoida armata Horváth, 1911
- Saldoida cornuta Osborn, 1901
- Saldoida schmitzi Cobben, 1987
- Saldoida slossonae Osborn, 1901
- Saldoida slossoni Osborn, 1901
- Saldoida turbaria Schuh, 1967